# Reisesicherheit
Ziel der Reisesicherheit (englisch travel security) ist es, ein vom normalen Lebensumfeld abweichend erhöhtes Lebensrisiko während einer Geschäftsreise zu minimieren. Dazu sind sowohl präventive Maßnahmen vor der Geschäftsreise, als auch eine operative Begleitung des Reisenden während der Geschäftsreise erforderlich. Gesetzliche Grundlagen sind im Bürgerlichen Gesetzbuch und den Arbeitsschutzgesetzen und -verordnungen verankert.  Der Fürsorgepflicht des Arbeitgebers steht dabei die Mitwirkungspflicht des reisenden Arbeitnehmers gegenüber. Grundsätzlich handelt es sich bei der Reisesicherheit um die Vermeidung, Reaktion auf und Bewältigung von Gefahrensituationen. Die Vorsorgemaßnahmen sind nach Form der Reise zu unterscheiden.

## Form
Während bei privaten Reisen (Urlaubsreise) die Reisenden selbst für die eigene Sicherheit Sorge tragen (Sicherheitshinweise des Auswärtigen Amtes), ist die Situation bei einer Dienstreise (Entsendung) eine andere. Hier sind die Arbeitgeber verpflichtet, für das Wohlergehen (Sicherheit und Gesundheit) ihrer Mitarbeiter Sorge zu tragen (Fürsorgepflicht des Arbeitgebers).

### Fürsorgepflicht des Arbeitgebers
Vor, während und nach der Dienstreise/Entsendung sind die geeigneten und erforderlichen Maßnahmen für die Sicherheit der reisenden Mitarbeiter einzuleiten. Der Grundsatz der Verhältnismäßigkeit ist hierbei zu beachten. D. h. die Fürsorgepflichten des Arbeitgebers sind umso größer,
- je größer die Unterschiede in politischer, kultureller oder gesellschaftlicher Natur
- je gefährlicher die Gefahren und die Lebensumstände, gem. der Risikobewertung

im Reiseland sind.
Das Haftungsrisiko trägt der Arbeitgeber. Die Mitarbeiter haben eine Mitwirkungspflicht.

In Deutschland ergibt sich die Fürsorgepflicht aus §§ 241 Abs. 2, 617–619 BGB als Nebenpflicht aus dem Arbeitsverhältnis. Weiterhin ergeben sich Pflichten aus dem Arbeitsschutzgesetz (ArbSchG). Die Schadensersatzpflicht ergibt sich aus § 280 BGB. Die Pflichten des Arbeitgebers bei einer Dienstreise können im Rahmen der vorbereitenden Schutzmaßnahmen erfüllt werden.

### Schutzmaßnahmen der Reisesicherheit
Dazu gehören alle Maßnahmen, die den sicheren Reiseverlauf und den Aufenthalt des Mitarbeiters umfassen. Es kann zu Schwierigkeiten aufgrund des abweichenden Kulturkreises und zu Verständigungsproblemen während der Geschäftsreise kommen. Die Sicherheitslage für Reisende weltweit hat sich im Vergleich zum Jahr 2010 deutlich verschlechtert. In einem sogenannten Entwicklungsland mit großen sozialen Unterschieden ist nicht selten auch eine erhöhte Kriminalitätsrate gegeben. Das Kennenlernen der Kultur, Grundkenntnisse von Sprache, den Bräuchen und den örtlichen Gepflogenheiten ist die Basis eines Aufenthaltes in ungewohnter Umgebung. 
Ein grenzüberschreitender Markteintritt erfordert Analysen zu den operationellen Risiken, die die Geschäftstätigkeiten negativ beeinflussen können. Die Sicherheitskonzepte beschreiben, wie in materieller, personeller, technischer und organisatorischer Hinsicht Unternehmenswerte zu schützen sind. Das eigentliche Sicherheitsmanagement einer Reise wird durch Schulungen, Seminaren und Unterweisungen, auch in E-Learning-Form, über Dienstleister angeboten.
Neben der Sicherheitsprävention für Reisende sollte ebenfalls an gesundheitspräventive Vorsorge sowie die medizinische Versorgung im Reiseland gedacht werden. Hierzu gehören medizinische Länderinformationen, wie Ansteckungsrisiken, vorliegende Krankheiten, die daraus folgenden notwendigen Impfungen, Verhaltenshinweise bei medizinischen Notfällen.
Eine Reisewarnung des Auswärtigen Amts helfen bei der Wertung der Sicherheit im Reiseland.
Für Schwierigkeiten und Notfälle im Ausland sollte den Reisenden eine 24/7 Notfall-Nummer zur Verfügung stehen. Aufgrund der Zeitverschiebungen bei Auslandreisen kann ein in Gefahr gekommener Reisender seine Ansprechpartner in Deutschland nicht erreichen. Assistance-Dienstleister bieten solche Notfall-Nummern an.